# Gerrit Willem Dijsselhof

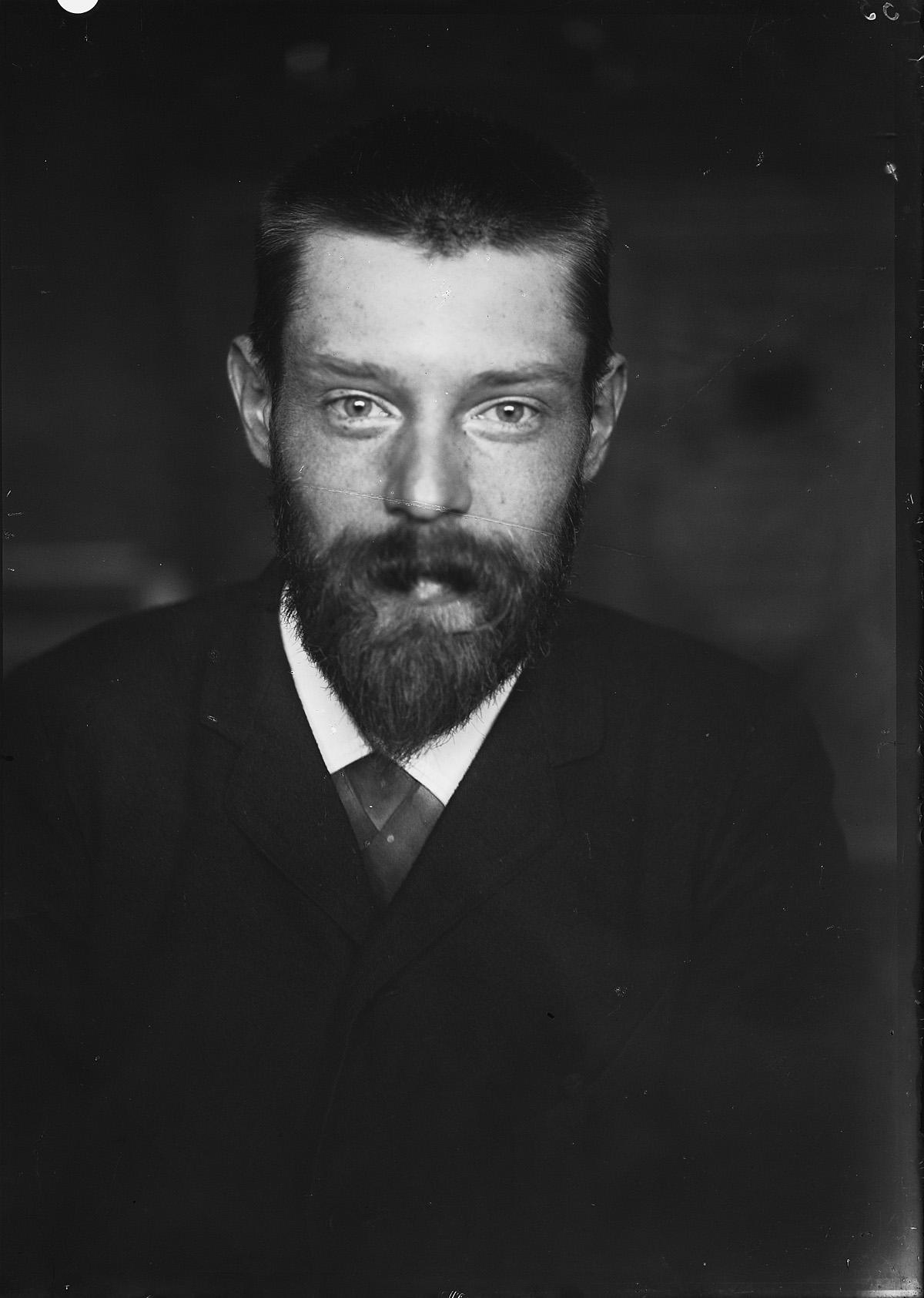
Gerrit Willem Dijsselhof, um 1892

Gerrit Willem Dijsselhof (* 8. Februar 1866 in Zwollerkerspel; † 14. Juni 1924 in Overveen in der Gemeinde Bloemendaal) war ein niederländischer Maler, Lithograf und Radierer.

## Leben
Dijsselhof war zunächst Schüler von Jacob Eduard van Heemskerck van Beest. Von 1882 bis 1884 studierte er an der Koninklijke Academie van Beeldende Kunsten in Den Haag, geleitet von Fridolin Becker und Johan Philip Koelman. Anschließend machte er von 1884 bis 1886 an der Rijksnormaalschool und der Rijksschool voor Kunstnijverheid (Kunstgewerbeschule) in Amsterdam eine Ausbildung zum Zeichenlehrer.
Mit anderen Schülern der Rijksschool voor Kunstnijverheid, Theo Nieuwenhuis, Joseph Mendes da Costa und Lambertus Zijl gründete er den Verein „Labor et Artes“. Im Atelier von Mendes da Costa kamen die vier Freunde mit anderen jungen Amsterdamer Künstlern wie Isaac Israëls, Jan Veth und Willem Kloos in Kontakt und diskutierten über Entwicklungen in der bildenden Kunst. Dijsselhof entwickelte sich zu einem Anhänger der Ideen von William Morris und Walter Crane, den Begründern der Arts and Crafts-Bewegung.
Ab 1887 unterrichtete er Zeichnen bei der philanthropischen Amsterdamer Gesellschaft Felix Meritis und ließ sich 1888 in der Stadt nieder. Im Frühjahr 1888 bis Juni 1889 reiste er mit Theo Nieuwenhuis durch Europa und besuchte unter anderem auch Dresden, Berlin, München, Prag, Wien und Paris, wo er von März bis Juni 1889 am niederländischen Pavillon für die Weltausstellung Paris 1900 mitwirkte. Von 1894 bis 1896 war er außerordentliches Mitglied des Artis Zoo und hatte uneingeschränkten Zugang zum Zoo. Bereits während seines Studiums an der Nationalen Kunstgewerbeschule hatte er fast täglich die „Natura Artis Magistra“-Gesellschaft mit dem Zoölogisch Museum Amsterdam und das 1882 eröffnete Aquarium besucht. Bei „Natura Artis Magistra“ war er Mitglied.
Von 1897 bis 1899 lebte Dijsselhof in Laren, 1898 wurde ihm die Leitung der Abteilung für Möbel- und Interieurkunst bei der Kunsthandlung Van Wisseling & Co. übertragen. 1899 zog er nach Haarlem. Ab 1903 beschäftigte Dijsselhof sich wieder vermehrt mit der Malerei und konnte seine Werke bei namhaften Ausstellungen präsentieren. 1912 siedelte er nach Overveen bei Haarlem über. Dort wurden Dünenlandschaften sein Hauptmotiv. 1915 trat er der Hollandsche Teekenmaatschappij (Holländische Zeichengesellschaft) bei und war auch Mitglied von „Arti et Amicitiae“.
Dijsselhof unterrichtete  Adriaan Jacob Barnouw, Anne Marinus Broeckman, Gerarda Jacoba Doyer, Johannes van Gijn, Frans Langeveld, Theo Molkenboer, Jan Coenraad Nachenius, Willem Karel Rees, Reinier Willem Petrus de Vries, Jan van Vuuren.

## Werk
Dijsselhof malte Landschaften, machte sich aber durch das Malen und Aquarellieren von Aquarien-Szenen mit Wassertieren einen Namen. Daneben war er Illustrator und radierte und lithographierte auch. Dijsselhofs Werke waren auf den Weltausstellungen Louisiana Purchase Exposition 1904 und der Weltausstellung Gent 1913 ausgestellt und auch auf den Ausstellungen des Pulchri Studios 1907 und des Rotterdamsche Kunstkring (Rotterdamer Kunstkreis) 1908 vertreten.
Als Kunsthandwerker entwarf er Möbel und Textilien im Jugendstil. So gestaltete er beispielsweise von 1896 bis 1899 die „Dijsselhofkamer“, für die er neben den Möbeln auch die Wandvertäfelungen, -bespannungen und die Deckenmalerei schuf. Das Zimmer gilt heute als eines der wichtigsten niederländischen Jugendstilinterieurs und ist im Kunstmuseum Den Haag ausgestellt. Weitere Werke von ihm befinden sich im Rijksmuseum Amsterdam, dem Kröller-Müller Museum in Otterlo, dem Frans Hals Museum in Haarlem, dem Singer Laren und im Dordrechts Museum.

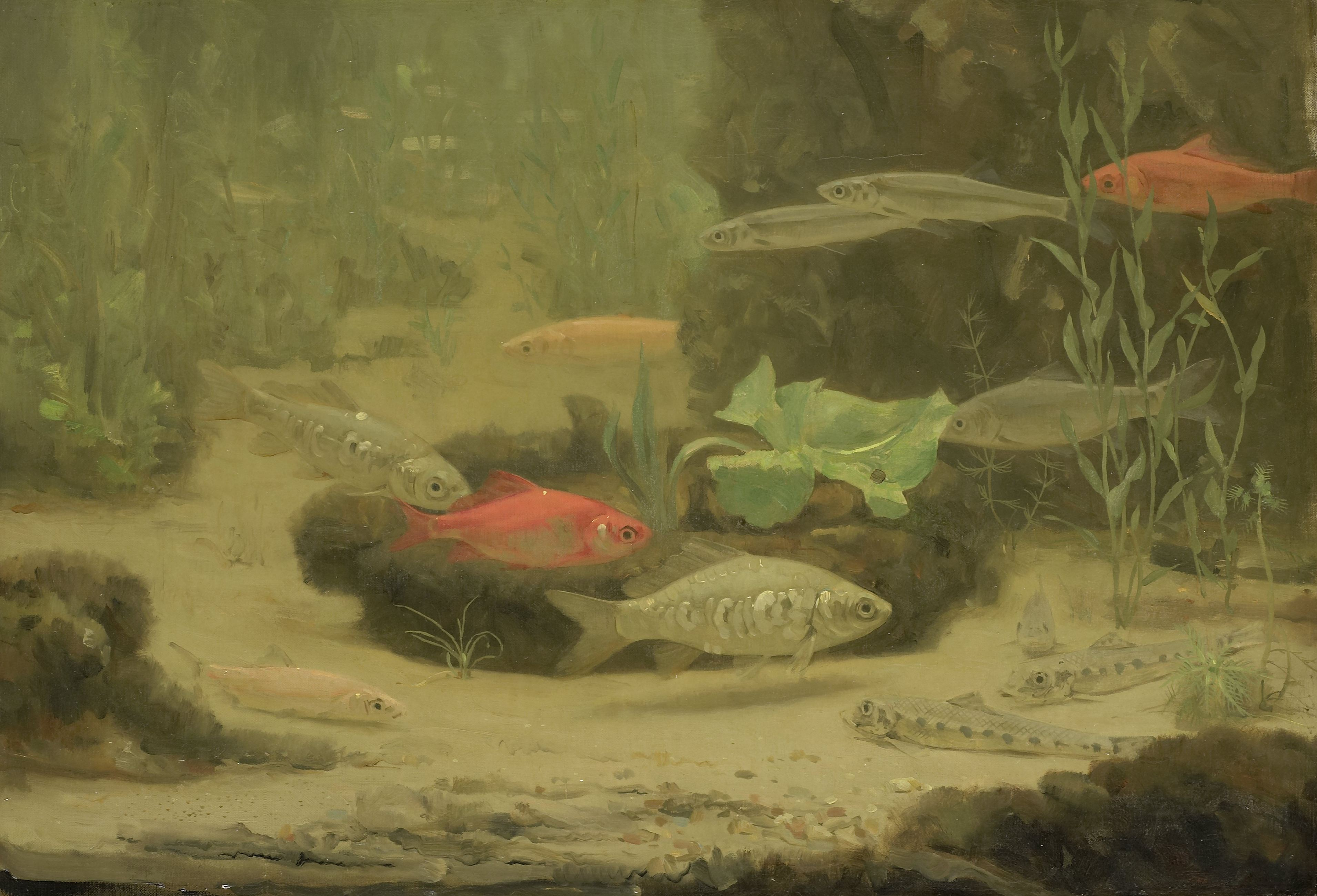
Goud- en zilvervisjes in een aquarium
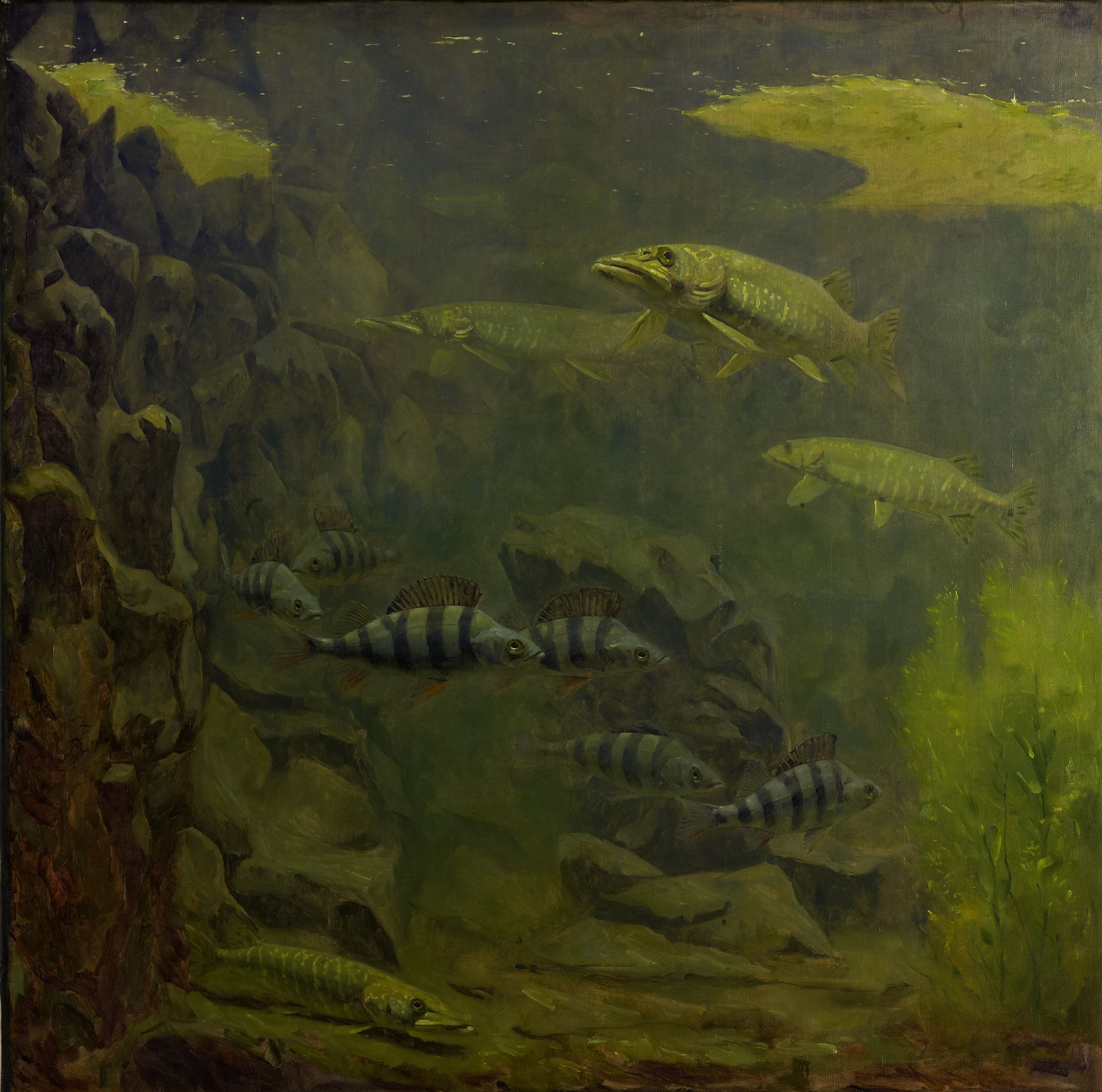
Snoeken en baarzen in een aquarium
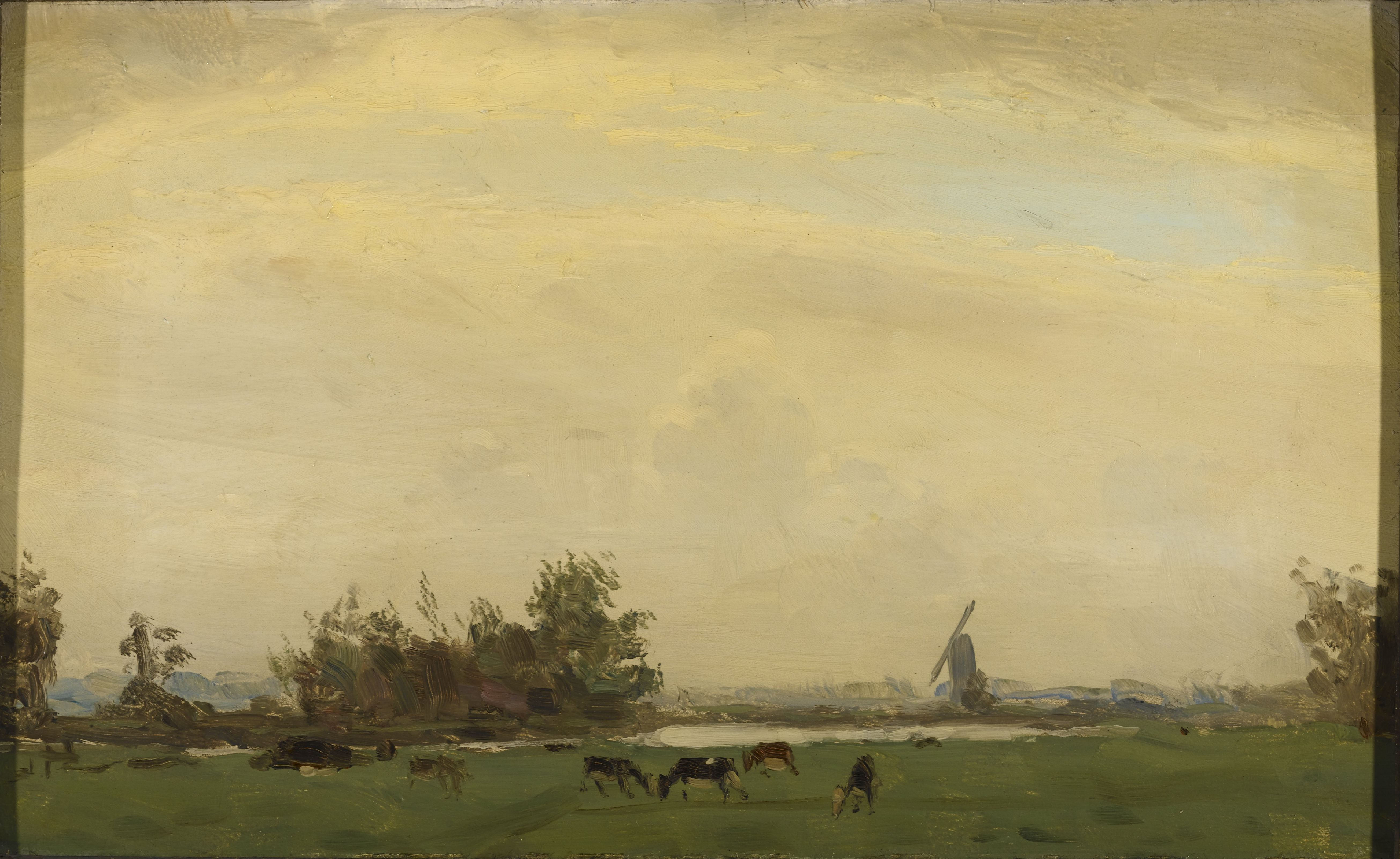
Weidelandschap aan het Spaarne
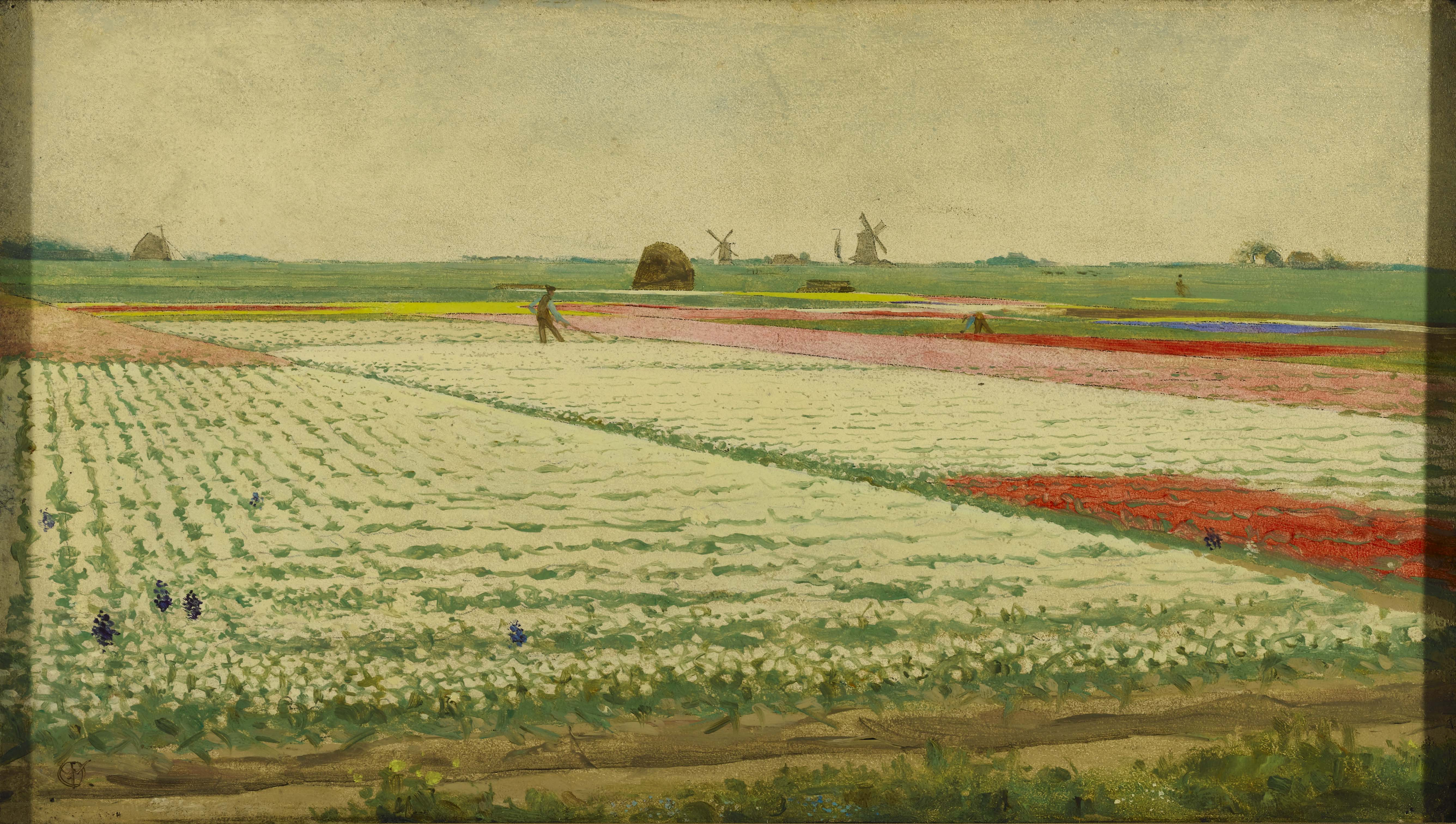
Tulpenvelden
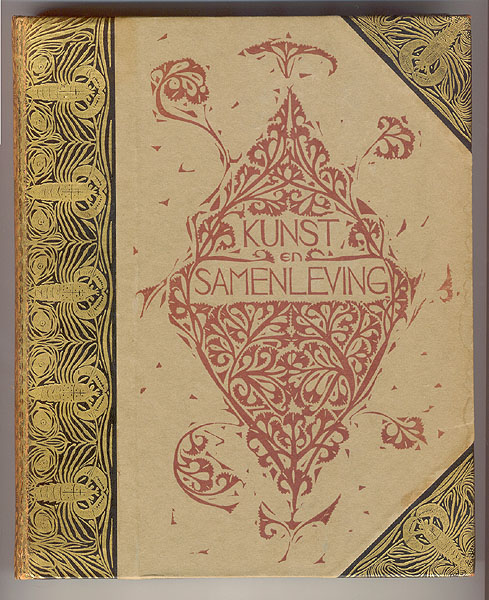
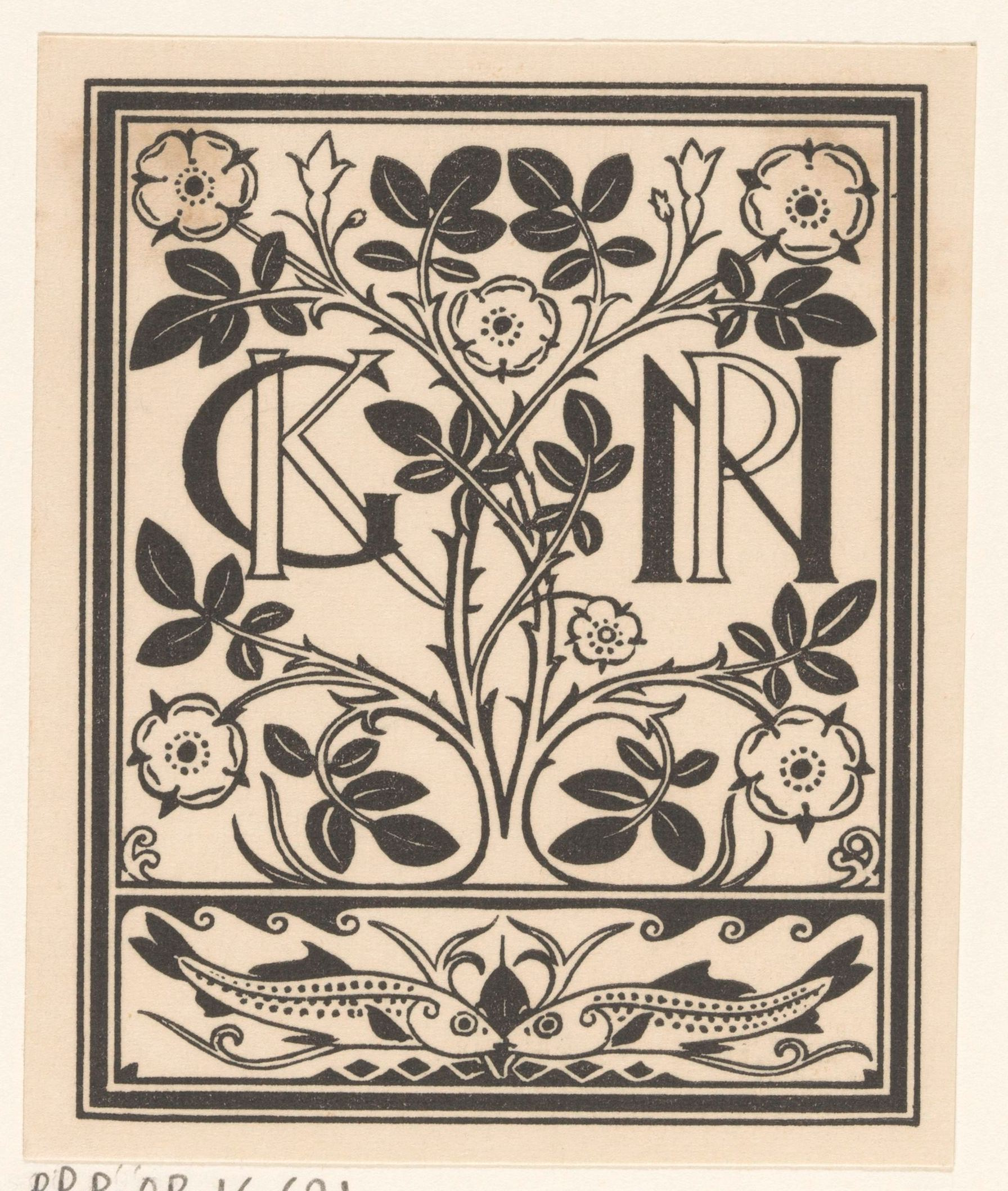
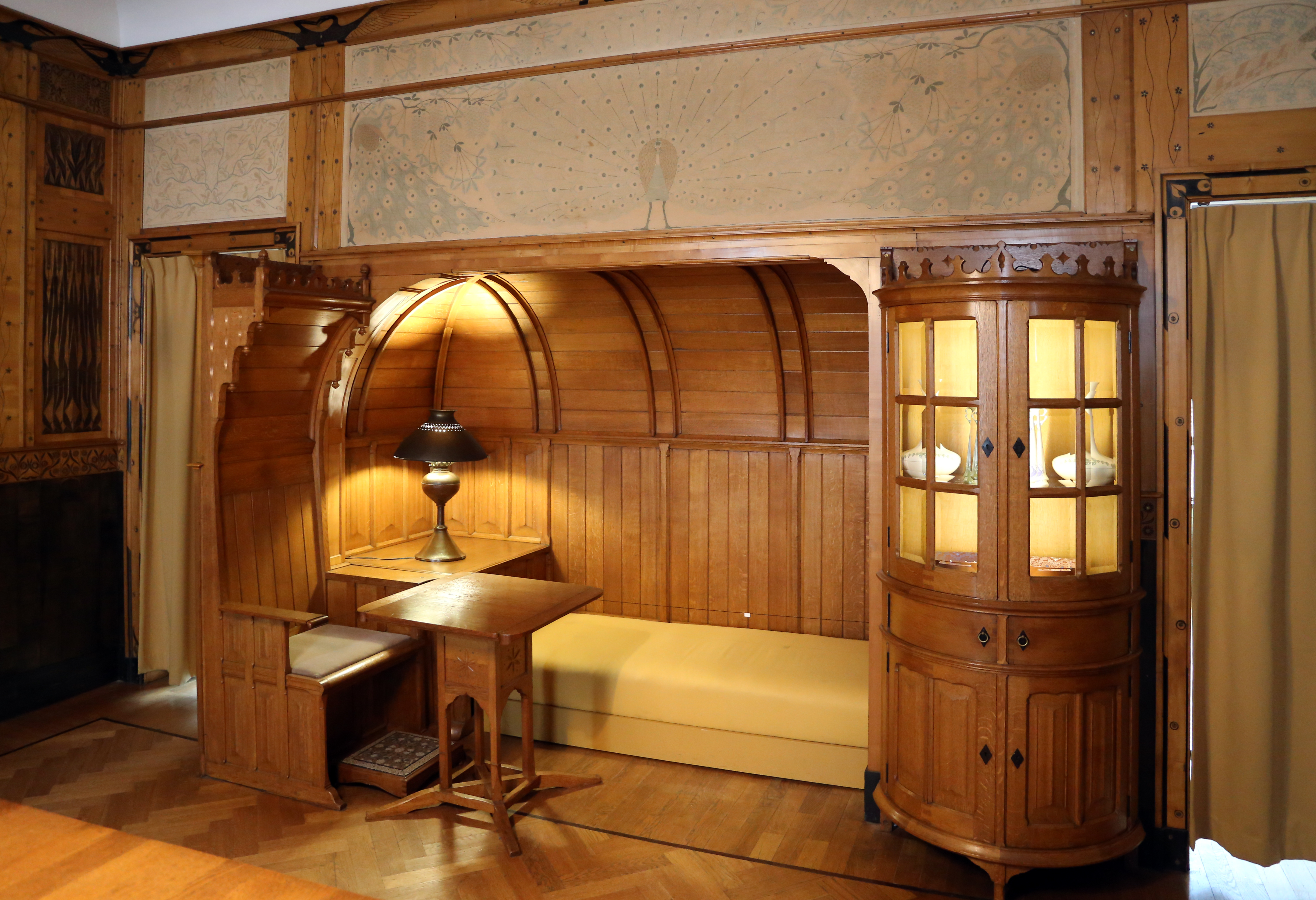
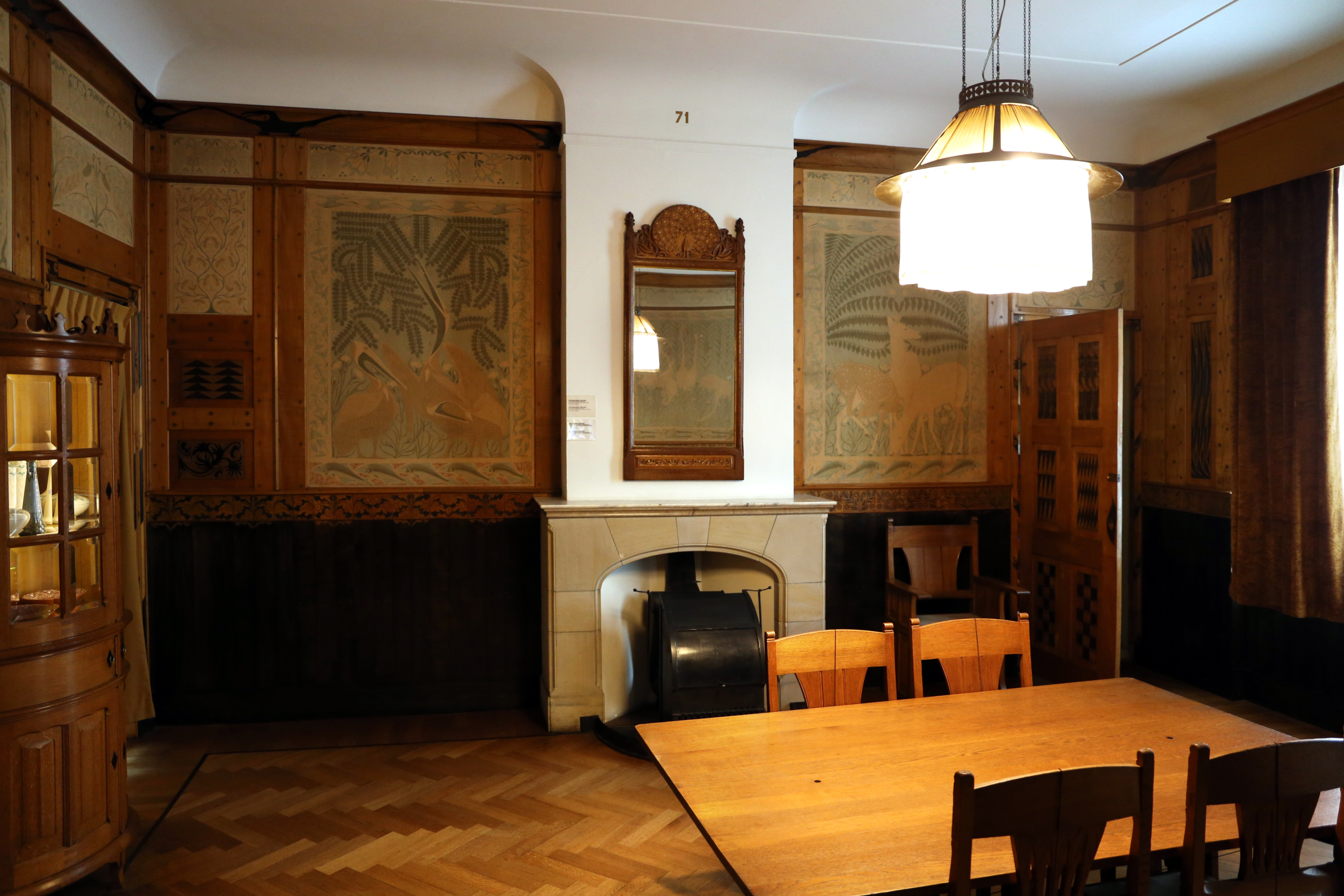
Dijsselhofkamer
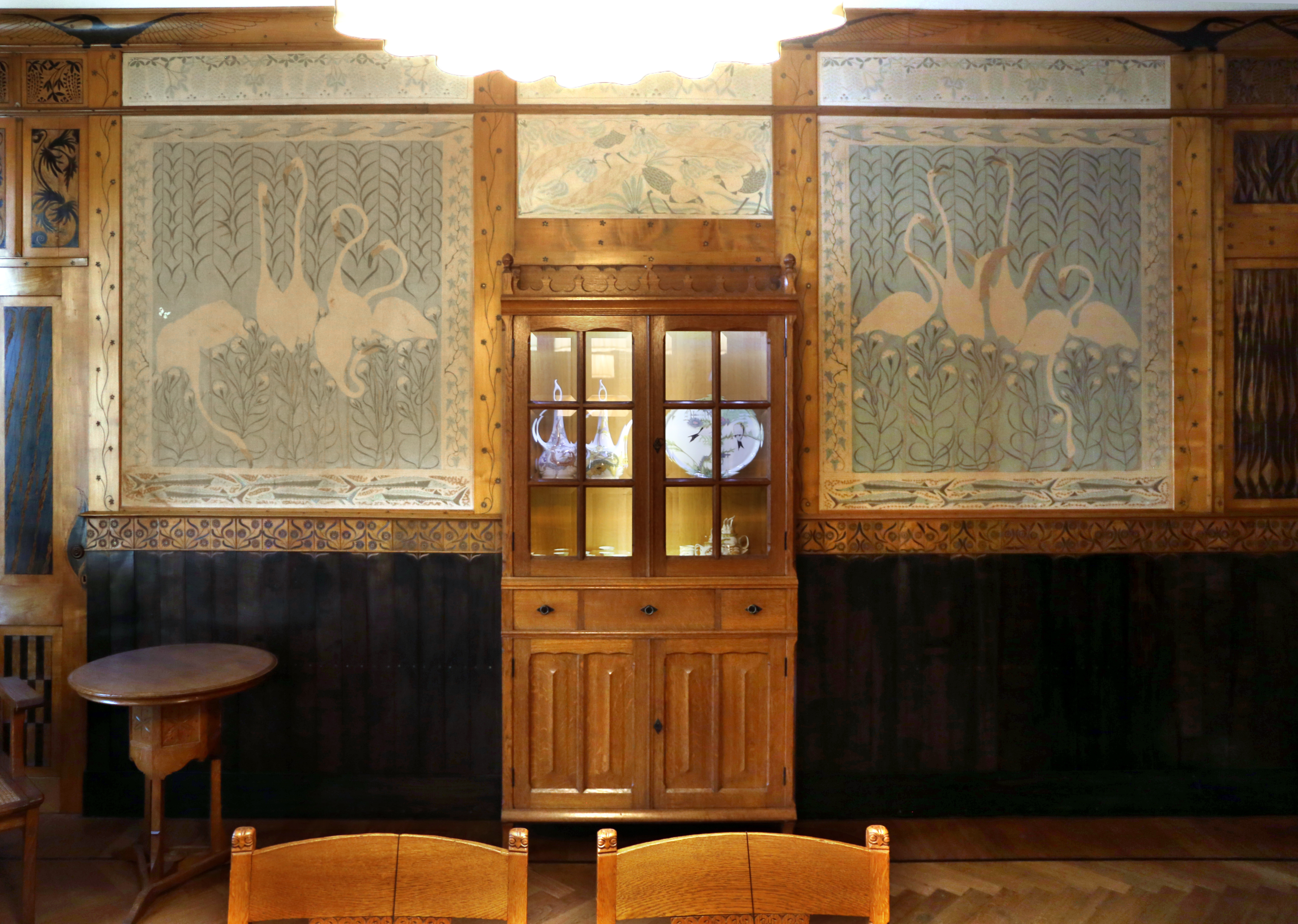